# Michele Alboreto
Michele Alboreto (Milán, Italia; 23 de diciembre de 1956-EuroSpeedway Lausitz, Alemania; 25 de abril de 2001) fue un piloto de automovilismo italiano. Corrió en Fórmula 1 desde 1981 hasta 1994, logrando cinco victorias para los equipos Tyrrell y Ferrari. Fue subcampeón de la temporada 1985. Al final de su carrera en este campeonato, compitió con otros equipos sin sumar muchos puntos.
También fue vencedor del Campeonato de Fórmula 3 Europea de 1980 y de las 24 Horas de Le Mans 1997, y es el último piloto italiano en lograr la victoria en un Gran Premio para Ferrari.

## Carrera

### Inicios
Inició su carrera deportiva en el año 1979 con Euroracing en F3 Europea, donde terminó sexto, y en F3 Italiana, donde fue subcampeón. Al año siguiente repitió participación en ambos campeonatos, llevándose el título continental. También hizo su debut en el Campeonato Mundial de Sport Prototipos con Lancia.

### Fórmula 1
Debutó en Fórmula 1 con Tyrrell Racing en el Gran Premio de San Marino de 1981, como reemplazo del argentino Ricardo Zunino. En la primera parte de la temporada, con el Tyrrell 010, el italiano sufrió cuatro abandonos y dos no clasificaciones, pero con el debut del 011 logró terminar dentro de los 10 mejores en una ocasión.
Para la temporada 1982, Alboreto logró sumar puntos en cerca de la mitad de las carreras, incluyendo su primer podio en Imola y la victoria en el Gran Premio de Las Vegas de 1982. Fue octavo en la clasificación final, con 25 puntos. En la temporada siguiente, repitió victoria en Estados Unidos; esta vez en Gran Premio del este, pero su rendimiento general cayó y casi no logró otros puntos.

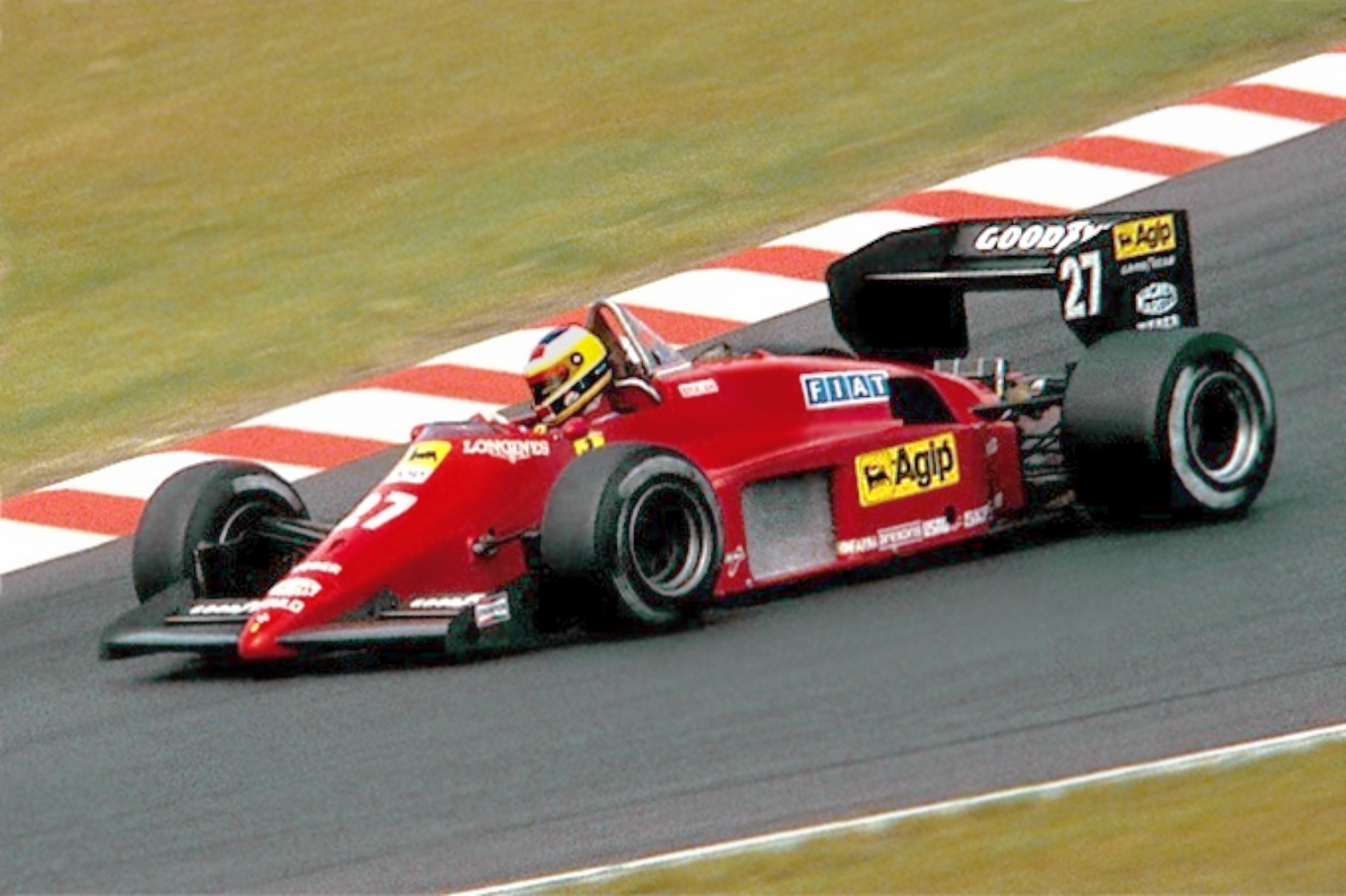
Alboreto en su última victoria en F1, en Alemania 1985.

Fue llamado por la Scuderia Ferrari para 1984, junto a René Arnoux, siendo el primer italiano en el equipo desde Arturo Merzario, 11 años antes. Largó desde la pole en el Gran Premio de Bélgica y ganó la carrera liderando todas las vueltas. A pesar de no terminar clasificado en la mitad de las competencias, Alboreto fue cuarto en el campeonato, dos puestos delante de Arnoux.

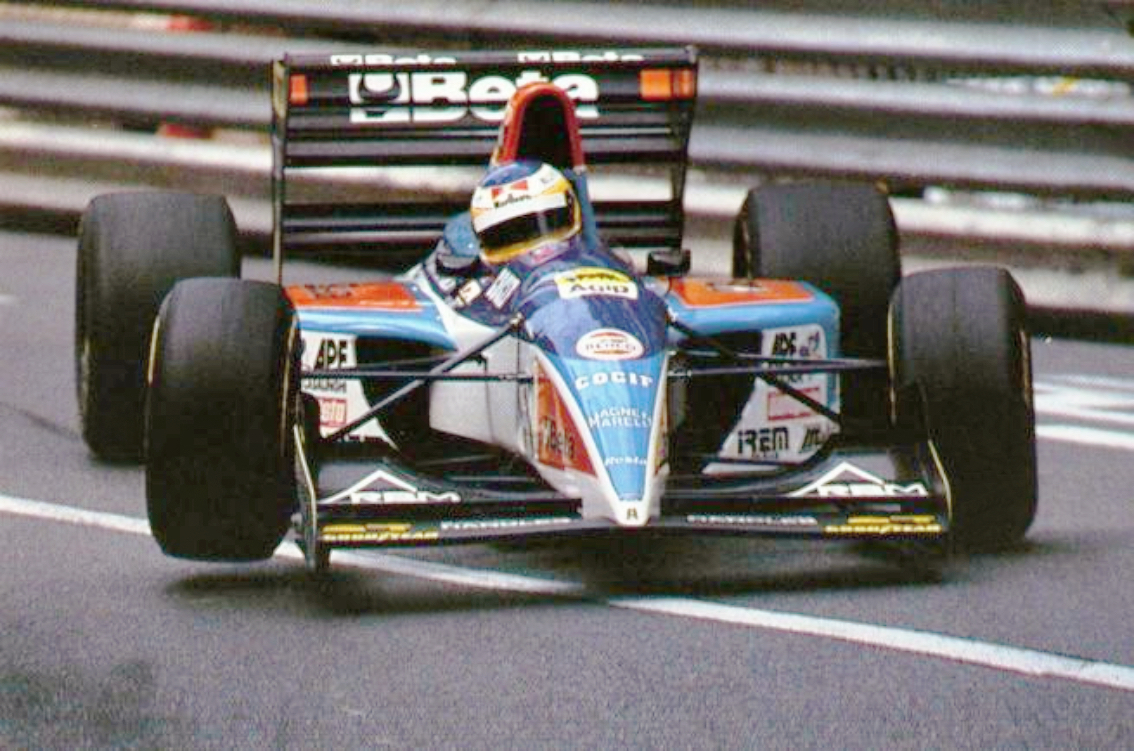
Alboreto en el Gran Premio de Mónaco de 1994, con Minardi.

Hizo su segunda y última pole position en el Gran Premio de Brasil de 1985, en el debut del Ferrari 156/85. Con cuatro podios en las cinco primeras competencias, incluyendo la victoria en el GP de Canadá, el italiano quedó primero en el campeonato sobre Alain Prost y Elio de Angelis. Ganó nuevamente en Alemania y empataba a 50 puntos con Prost tras la décima carrera, pero fue superado por el francés desde la carrera en Zandvoort y no entró en puntos en las últimas cinco, quedando como subcampeón a 20 puntos.
Hizo tres temporadas más en el equipo, subiendo a algunos podios pero nunca volviendo a ganar, quedando su victoria en Nürburgring como la última de un italiano en Ferrari. Volvió a Tyrrell en el 89; quedó tercero en el GP de México y se fue del equipo tras seis carreras por disputas entre auspiciantes.
Desde entonces, Michele corrió en Larrousse, Arrows/Footwork, Scuderia Italia y Minardi hasta la temporada 1994. Sus mejores resultados fueron en el 92, donde sumó 6 puntos y quedó décimo en el campeonato.

### Últimos años
Una vez que dejó el gran circo, Alboreto pilotó turismos, prototipos y hasta probó suerte en el Campeonato estadounidense IRL, cuya prueba cumbre son las 500 Millas de Indianápolis.
Su último gran triunfo había sido la victoria en la prueba de las 24 Horas de Le Mans en 1997 en la que compartió el coche con su viejo amigo y excompañero de Ferrari, Stefan Johansson, y con Tom Kristensen.

## Muerte y legado

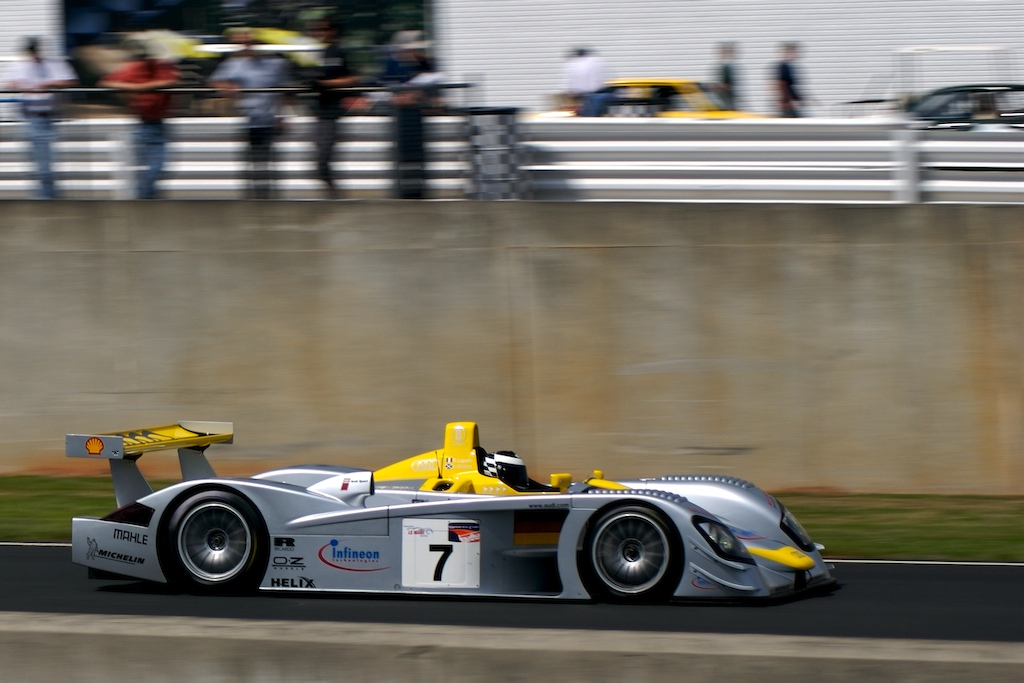
Un Audi R8 conducido por Alboreto en el 2000 mientras realizaba pruebas en el circuito de Lausitzring.

El 25 de abril de 2001, Alboreto realizaba una serie pruebas de velocidad en un Audi R8 LMP en la recta del circuito de Lausitzring, cerca de Dresde, Alemania. Un reventón de un neumático hizo que su coche se desviara de la pista y chocara contra un muro, causándole la muerte. En ese momento Audi no dio razones claras de su deceso, alegando que el R8 había recorrido «miles de kilómetros y había completado numerosas pruebas en circuitos sin ningún problema». Posteriormente el director deportivos de Audi, Wolfgang Ullrich, describió el accidente de Alboreto en un comunicado como una «tragedia incomprensible». Y agregó, «vamos a hacer todo lo posible para encontrar la razón de este accidente, pero en este momento, nuestros pensamientos están con su esposa Nadia, sus dos hijas y toda su familia».
El compañero de Alboreto, el italiano Giancarlo Fisichella dedicó su podio en el Gran Premio de Italia de 2005 a Michele, «yo se que Alboreto fue el último italiano en el podio en Monza antes que yo. Tuve la suerte de correr junto a él en automóviles de turismo, él era un gran persona, muy especial y quiero dedicar el resultado a su memoria».
Desde 2021, la famosa curva Parabolica del Autodromo Nazionale di Monza lleva el nombre de curva Alboreto.

## Personalidad y relación con Enzo Ferrari
En su libro "Piloti, che gente..." Enzo Ferrari decía de Alboreto, "no puedo ocultar mi simpatía por Michele Alboreto, es un joven que pilota muy bien, que comete pocos errores, es veloz y con un bonito estilo, dotes que me recuerdan a Wolfgang von Trips, al que se parece en el trato educado y serio".
Alboreto había quemado etapas, de la Fórmula 3, de la que había sido campeón de Europa, pasó a la Fórmula 1 y sus victorias en Las Vegas y Detroit, al volante de un Tyrrell-Ford, no pasaron inadvertidas para Ferrari, que lo contrató en un periodo difícil, ya que aún no se había repuesto de la desaparición de Gilles Villeneuve un año antes. 
Tras el fallecimiento de Enzo Ferrari, en agosto de 1988, y tras conseguir con el austriaco Gerhard Berger un inolvidable doblete en el Gran Premio de Italia disputado en Monza tres semanas después, Alboreto creía cumplido su compromiso moral y dejaba su puesto al británico Nigel Mansell. Durante seis temporadas después de dejar Ferrari continuó en Fórmula 1 pilotando para diversas escuderías, la última de ellas la modesta Minardi.
Enzo Ferrari, reacio a incluir pilotos italianos en su equipo de Fórmula 1 (sobre todo después del accidente mortal de Lorenzo Bandini en Mónaco en 1967 y debido a la proclividad de la prensa italiana a generar polémica, presiones e intrigas) no pudo ceder a la tentación de dar un volante a un joven milanés con posibilidades de conseguir el título mundial. Estuvo cerca de lograrlo en 1985, pero la escasa fiabilidad de su Ferrari, combinada con la eficacia de uno de los grandes del automovilismo de todos los tiempos, Alain Prost, le privaron de conseguirlo. Es considerado uno de los pilotos más finos y mejor dotados técnicamente de su época, la cual fue especialmente difícil debido a que confluyeron las restricciones de consumo de gasolina, el turbo y la competencia con algunos de los mejores pilotos de todos los tiempos, como el mencionado Prost, Ayrton Senna o Nelson Piquet. Es especialmente recordada su fantástica habilidad para manejar el cambio de marchas manual, que en la década del ochenta presentaba serias dificultades para su operación. En ello se distinguió del resto de sus contemporáneos, pues el piloto podía quejarse de cualquier aspecto técnico del auto; sin embargo, la forma de operar el cambio estaba ahí, al alcance del oído de todo el mundo.

## Resultados

### Fórmula 1
(Clave) (negrita indica pole position) (cursiva indica vuelta rápida)

| Año     | Escudería                         | 1       | 2       | 3       | 4       | 5       | 6       | 7       | 8       | 9       | 10      | 11       | 12      | 13      | 14       | 15      | 16       | Pos. | Puntos |
| ------- | --------------------------------- | ------- | ------- | ------- | ------- | ------- | ------- | ------- | ------- | ------- | ------- | -------- | ------- | ------- | -------- | ------- | -------- | ---- | ------ |
| 1981    | Tyrrell Racing Team               | USW     | BRA     | ARG     | SMR Ret | BEL 12  | MON Ret | ESP DNQ | FRA 16  | GBR Ret | GER DNQ | AUT Ret  | NED 9†  | ITA Ret | CAN 11   | LVG 13† |          | NC   | 0      |
| 1982    | Team Tyrrell                      | RSA 7   | BRA 4   | USW 4   | SMR 3   | BEL Ret | MON 10  | USE Ret | CAN Ret | NED 7   | GBR NC  | FRA 6    | GER 4   | AUT Ret | SUI 7    | ITA 5   | LVG 1    | 8.º  | 25     |
| 1983    | Benetton Tyrrell Team             | BRA Ret | USW 9   | FRA 8   | SMR Ret | MON Ret | BEL 14  | USE 1   | CAN 8   | GBR 13  | GER Ret | AUT Ret  | NED 6   | ITA Ret | EUR Ret  | RSA Ret |          | 12.º | 10     |
| 1984    | Scuderia Ferrari SpA SEFAC        | BRA Ret | RSA 11† | BEL 1   | SMR Ret | FRA Ret | MON 6~  | CAN Ret | USE Ret | USA Ret | GBR 5   | GER Ret  | AUT 3   | NED Ret | ITA 2    | EUR 2   | POR 4    | 4.º  | 30.5   |
| 1985    | Scuderia Ferrari SpA SEFAC        | BRA 2   | POR 2   | SMR Ret | MON 2   | CAN 1   | USE 3   | FRA Ret | GBR 2   | GER 1   | AUT 3   | NED 4    | ITA 13† | BEL Ret | EUR Ret  | RSA Ret | AUS Ret  | 2.º  | 53     |
| 1986    | Scuderia Ferrari SpA SEFAC        | BRA Ret | ESP Ret | SMR 10† | MON Ret | BEL 4   | CAN 8   | USE 4   | FRA 8   | GBR Ret | GER Ret | HUN Ret  | AUT 2   | ITA Ret | POR 5    | MEX Ret | AUS Ret  | 9.º  | 14     |
| 1987    | Scuderia Ferrari SpA SEFAC        | BRA 8†  | SMR 3   | BEL Ret | MON 3   | USE Ret | FRA Ret | GBR Ret | GER Ret | HUN Ret | AUT Ret | ITA Ret  | POR Ret | ESP 15† | MEX Ret  | JPN 4   | AUS 2    | 7.º  | 17     |
| 1988    | Scuderia Ferrari SpA SEFAC        | BRA 5   | SMR 18† | MON 3   | MEX 4   | CAN Ret | USE Ret | FRA 3   | GBR 17† | GER 4   | HUN Ret | BEL Ret  | ITA 2   | POR 5   | ESP Ret  | JPN 11  | AUS Ret  | 5.º  | 24     |
| 1989    | Tyrrell Racing Organisation       | BRA 10  | SMR DNQ | MON 5   | MEX 3   | USA Ret | CAN Ret | FRA     | GBR     |         |         |          |         |         |          |         |          | 11.º | 6      |
| 1989    | Equipe Larrousse                  |         |         |         |         |         |         |         |         | GER Ret | HUN Ret | BEL Ret  | ITA Ret | POR 11  | ESP DNPQ | JPN DNQ | AUS DNPQ | 11.º | 6      |
| 1990    | Footwork Arrows Racing            | USA 10  | BRA Ret | SMR DNQ | MON DNQ | CAN Ret | MEX 17  | FRA 10  | GBR Ret | GER Ret | HUN 12  | BEL 13   | ITA 12† | POR 9   | ESP 10   | JPN Ret | AUS DNQ  | NC   | 0      |
| 1991    | Footwork Grand Prix International | USA Ret | BRA DNQ | SMR DNQ | MON Ret | CAN Ret | MEX Ret | FRA Ret | GBR Ret | GER DNQ | HUN DNQ | BEL DNPQ | ITA DNQ | POR 15  | ESP Ret  | JPN DNQ | AUS 13   | NC   | 0      |
| 1992    | Footwork Grand Prix International | RSA 10  | MEX 13  | BRA 6   | ESP 5   | SMR 5   | MON 7   | CAN 7   | FRA 7   | GBR 7   | GER 9   | HUN 7    | BEL Ret | ITA 7   | POR 6    | JPN 15  | AUS Ret  | 10.º | 6      |
| 1993    | Lola BMS Scuderia Italia          | RSA Ret | BRA 11  | EUR 11  | SMR DNQ | ESP DNQ | MON Ret | CAN DNQ | FRA DNQ | GBR DNQ | GER 16  | HUN Ret  | BEL 14  | ITA Ret | POR Ret  | JPN     | AUS      | NC   | 0      |
| 1994    | Minardi Scuderia Italia           | BRA Ret | PAC Ret | SMR Ret | MON 6   | ESP Ret | CAN 11  | FRA Ret | GBR Ret | GER Ret | HUN 7   | BEL 9    | ITA Ret | POR 13  | EUR 14   | JPN Ret | AUS Ret  | 24.º | 1      |
| Fuente: |                                   |         |         |         |         |         |         |         |         |         |         |          |         |         |          |         |          |      |        |

### 24 Horas de Le Mans
| Año  | Equipo                  | Copilotos                       | Automóvil          | Clase  | Vueltas | Pos. | Pos. Clase |
| ---- | ----------------------- | ------------------------------- | ------------------ | ------ | ------- | ---- | ---------- |
| 1981 | Martini Racing          | Eddie Cheever Carlo Facetti     | Lancia Montecarlo  | Gr.5   | 322     | 8.º  | 2.º        |
| 1982 | Martini Racing          | Teo Fabi Rolf Stommelen         | Lancia LC1         | Gr.6   | 92      | DNF  | DNF        |
| 1983 | Martini Lancia          | Piercarlo Ghinzani Hans Heyer   | Lancia LC2         | C      | 121     | DNF  | DNF        |
| 1996 | Joest Racing            | Pierluigi Martini Didier Theys  | TWR Porsche WSC-95 | LMP1   | 300     | DNF  | DNF        |
| 1997 | Joest Racing            | Stefan Johansson Tom Kristensen | TWR Porsche WSC-95 | LMP    | 361     | 1.º  | 1.º        |
| 1998 | Porsche AG Joest Racing | Stefan Johansson Yannick Dalmas | Porsche LMP1-98    | LMP1   | 107     | DNF  | DNF        |
| 1999 | Audi Sport Team Joest   | Rinaldo Capello Laurent Aïello  | Audi R8R           | LMP    | 346     | 4.º  | 3.º        |
| 2000 | Audi Sport Team Joest   | Christian Abt Rinaldo Capello   | Audi R8            | LMP900 | 365     | 3.º  | 3.º        |